# Châteauroux Classic de l'Indre-Trophée Fenioux
El Châteauroux Classic de l'Indre-Trophée Fenioux fue una carrera ciclista profesional que se desarrollaba en la región de Indre (Francia). Actualmente es una carrera desaparecida
Aunque anteriormente (desde 1975) ya hubo una carrera de exbición con el mismo nombre esta fue oficialmente creada en el 2004 inscrita como prueba de la Copa de Francia de Ciclismo con el nombre de simplemente Châteauroux Classic de l'Indre catalogada para la UCI con categoría 1.3. Desde la creación de los Circuitos Continentales UCI en 2005 formaba parte del UCI Europe Tour, dentro de la categoría 1.1, con el nombre actual.
La carrera recorría un circuito por Châteauroux con un recorrido total de 200 km aproximadamente.

## Palmarés
| Año  | Ganador             | Segundo            | Tercero            |
| ---- | ------------------- | ------------------ | ------------------ |
| 2004 | Alexandre Kuchynski | José Luis Rubiera  | Cédric Hervé       |
| 2005 | Jimmy Casper        | Danilo Napolitano  | Jean-Patrick Nazon |
| 2006 | Nicolas Vogondy     | Stefano Cavallari  | Shinichi Fukushima |
| 2007 | Christopher Sutton  | Aurélien Clerc     | Stefan van Dijk    |
| 2008 | Anthony Ravard      | Steve Chainel      | Romain Feillu      |
| 2009 | Jimmy Casper        | Romain Feillu      | Anthony Ravard     |
| 2010 | Anthony Ravard      | Romain Feillu      | Enrico Rossi       |
| 2011 | Anthony Ravard      | Yauheni Hutarovich | Jasper Bovenhuis   |
| 2012 | Rafael Andriato     | Yauheni Hutarovich | Yohann Gène        |
| 2013 | Bryan Coquard       | Mattia Gavazzi     | Francesco Chicchi  |
| 2014 | Iljo Keisse         | Romain Feillu      | Roy Jans           |

## Palmarés por países
| País        | Victorias |
| ----------- | --------- |
| Francia     | 7         |
| Bielorrusia | 1         |
| Australia   | 1         |
| Brasil      | 1         |
| Bélgica     | 1         |